# Nebelhorn
De Nebelhorn is een 2224 meter hoge berg, grenzend aan de Daumengruppe in de Allgäuer Alpen bij Oberstdorf. De berg is via de Nebelhornbahn makkelijk is te bereiken.
De top van de berg is een geliefd uitzichtpunt en biedt een uitzicht over meer dan 400 bergtoppen in het Duitse, Oostenrijkse en Zwitserse Alpenmassief. Voor bergbeklimmers biedt de top van de Nebelhorn een ideaal startpunt naar de Hindelanger Klettersteig, die enkel met een speciale klimuitrusting bedwongen kan worden.

## Edmund-Probst-Haus
Op 25 mei 1890 kort na de eerste beklimming van de Nebelhorn richtte de Deutsche Alpenverein e.V. (DAV) een berghut als Nebelhorn-Haus op en noemde dit later Edmund-Probst-Haus. De hut staat op een lawine-veilige plaats aan de rand van de bergtop, en moest al vanaf de opening steeds vaker vergroot worden. De hut ligt op 1932 meter hoogte in de directe nabijheid van het bergstation Höfatsblick van de Nebelhornbahn, en is in de winter voor sikiërs, en in de zomer voor wandelaars en bergbeklimmers bemand.

### Rolstoeltoegankelijkheid
Bij het station Höfatsblick bevindt zich een rolstoeltoegankelijk restaurant en gehandicaptentoiletten. In 2005 is er tevens een panoramaweg voor personen in een rolstoel en voor ouders met kinderwagens aangelegd, zodat ook deze mensen optimaal kunnen genieten van de natuur op de Nebelhorn. Met wat geluk kunnen - naast het uitzicht - ook marmotten bekeken worden.